# 塚田貴之
塚田 貴之（つかだ たかゆき、1993年9月26日 - ）は、茨城県古河市出身の元プロ野球選手（投手）。左投左打。

## 経歴

### プロ入り前
小学校2年生から野球を始め、白鷗大学足利高等学校、白鷗大学では投手を務めた。高校1年生の頃にヘルニアと成長痛を併発し、1年時は全く練習できないままだったという。
2015年度ドラフト会議でオリックス・バファローズから育成ドラフト1位で指名され、11月下旬に支度金300万円、年俸250万円で仮契約。背番号は120に決まった。

### プロ入り後
2016年シーズン序盤、ウエスタン・リーグで11試合に救援登板して防御率1.35の好成績を残し、4月15日に支配下登録を勝ち取った。これに伴い、背番号が91に変更となった。最終的にはウエスタン・リーグ新記録となる61試合に登板したが、一軍昇格は果たせなかった。
2017年も一軍昇格は果たせず、ファームで9試合に登板したのみで10月2日に戦力外通告が発表された。12球団合同トライアウトを受験したが、打者4人に対して2被安打1与四球という内容だった。

### オリックス退団後
2017年12月6日、BCリーグ・福井ミラクルエレファンツに入団することが発表された。
NPB球団に戻ることを目標にした入団であり、2018年シーズン終了後に12球団合同トライアウトを2年連続で受験したが、打者3人に対して2与四球で、大暴投を投げてしまうなど制球が定まらなかった。NPB球団からのオファーはなく、福井に残留。この様子はTBSテレビのドキュメンタリー番組『プロ野球戦力外通告・クビを宣告された男達』で取り上げられた。
リーグ内でも2年連続で今一つな成績に終わり、2019年シーズンで福井を退団し、現役を引退。野球選手は22歳から25歳までが一番伸びる時期だという考えだったが、それまでにNPBに戻ることができなかったことで現役に区切りをつけた。

### 現役引退後
現役引退後は東京都港区六本木ヒルズ森タワーに所在するIT企業・デジタルデータソリューション株式会社に入社し、フロント業務を担当。BCリーグ主催のセカンドキャリアセミナーで資料を見て、自身が全く知らない業界だったことから却って興味を持ったという。同社への職場見学のために福井から東京まで車で行き、同時に会社説明と適性検査も受けたところ、「福井から何度も来ていただくのは申し訳ない」とそのまま社長と面接になり、そのまま採用となった。
また、現在は草野球チーム「琉球システマ」に所属し、主に中堅手を務めている。

## 選手としての特徴
長身の左サイドハンド。力のある直球とキレのあるスライダーが武器で、高校時代からオリックスのスカウトが注目していたという。制球力が課題。左投げだが、右利きである。

## 詳細情報

### 年度別投手成績
- 一軍公式戦出場なし

### 独立リーグでの投手成績
| 年 度     | 球 団     | 登 板 | 勝 利 | 敗 戦 | セ 丨 ブ | 完 投 | 勝 率 | 投 球 回 | 打 者 | 被 安 打 | 被 本 塁 打 | 奪 三 振 | 与 四 球 | 与 死 球 | 失 点 | 自 責 点 | 暴 投 | ボ 丨 ク | 防 御 率 | W H I P |
| --------- | --------- | ----- | ----- | ----- | -------- | ----- | ----- | -------- | ----- | -------- | ----------- | -------- | -------- | -------- | ----- | -------- | ----- | -------- | -------- | ------- |
| 2018      | 福井      | 26    | 2     | 1     | 0        | 0     | .667  | 38.2     | 182   | 38       | 3           | 35       | 27       | 8        | 25    | 25       | 9     | 0        | 5.82     | 1.70    |
| 2019      | 福井      | 23    | 0     | 2     | 0        | 0     | .000  | 23.1     | 122   | 22       | 0           | 28       | 26       | 2        | 17    | 13       | 7     | 0        | 5.01     | 2.06    |
| 通算：2年 | 通算：2年 | 49    | 2     | 3     | 0        | 0     | .400  | 62.0     | 304   | 60       | 3           | 63       | 53       | 10       | 42    | 38       | 16    | 0        | 5.52     | 1.98    |

### 背番号
- 120（2016年 - 同年途中）
- 91（2016年途中 - 2017年）
- 13（2018年 - 2019年）
- 6（2020年 - ）